# 1912년 러시아 총선
1912년 러시아 총선은 1912년 러시아에서 치러진 총선이다.

## 선거 결과
| 정당                            | 의석수 |
| ------------------------------- | ------ |
| 국민주의자                      | 120석  |
| 10월 17일 연합                  | 98석   |
| 우익                            | 65석   |
| 입헌민주당                      | 59석   |
| 진보당                          | 48석   |
| 자치주의자                      | 21석   |
| 트루도비크                      | 10석   |
| 사회민주노동당(멘셰비키·무당파) | 7석    |
| 사회민주노동당(볼셰비키)        | 7석    |
| 기타                            | 7석    |
| 합계                            | 442석  |